# Jimmy Darmody
James "Jimmy" Darmody, interpretato dall'attore Michael Pitt, è un personaggio di finzione, tra i protagonisti della serie televisiva dell'HBO Boardwalk Empire - L'impero del crimine (2010): in italiano è doppiato da Stefano Crescentini.

## Biografia

### Prima della Guerra
Come narrato in numerosi dialoghi e soprattutto negli avvenimenti in flashback dell'episodio 23 (11° della seconda stagione) durante gli anni dieci, Jimmy Darmody è studente alla Princeton University, ma l'abbandona per arruolarsi come soldato nel mezzo della prima guerra mondiale.
Darmody è figlio illegittimo del commodoro Louis Kaestner e di Gillian Darmody. È cresciuto con la madre (che rimase incinta a 13 anni), sotto la protezione del tesoriere di Atlantic City, Nucky Thompson.
Nucky si è sempre sentito responsabile del ragazzo e l'ha sostenuto come un figlio, avendo portato lui stesso la giovanissima Gillian tra le braccia del commodoro, pur di fare carriera in città e pur sapendo che l'uomo era un pedofilo.
Nelle intenzioni di Nucky, Jimmy avrebbe dovuto laurearsi per prendere un ruolo di comando nella politica della città.
Caratterialmente fragile, portato allo scontro fisico, spesso in balia degli eventi e sotto una forte influenza materna, Jimmy s'innamora della coetanea Angela durante la permanenza a Princeton: la mette incinta e, negli stessi giorni, da ubriaco, ha un rapporto incestuoso con la giovane madre. Decide quindi di arruolarsi e parte per l'Europa.

### Il ritorno ad Atlantic City
La prima stagione della serie inizia quando, agli albori del Proibizionismo, il giovane è appena tornato dalla Grande Guerra (è rimasto ferito ad una gamba e zoppica vistosamente): affianca Nucky nelle sue attività criminali, ma il tesoriere non accetterà mai che Jimmy abbia abbandonato gli studi. Al tempo stesso, trovandolo profondamente cambiato, non gli dà più la fiducia di un tempo.
Il figlio giovanissimo, la moglie con velleità artistiche, i terribili ricordi di guerra e i pochi soldi che riceve da Nucky (con il quale ha molti scontri verbali) lo portano a tentare di emanciparsi dal protettore: con il giovane Al Capone (all'epoca uno scagnozzo del boss di Chicago Johnny Torrio) organizza una rapina notturna che si trasforma in una carneficina. Questa però crea dei problemi a Nucky, già in conflitto con Arnold Rothstein, perciò il tesoriere consiglia a Jimmy, ricercato dai federali, di lasciare la città. Il ragazzo quindi si trasferisce a Chicago, passando del tempo con Al Capone e aiutando Johnny Torrio. Qui fa anche la conoscenza di Richard Harrow, un soldato come lui, con il volto sfigurato; Jimmy gli offre un lavoro e instaura con lui un rapporto di amicizia. Successivamente Nucky vista la brutta situazione in cui si trovava, chiede a Darmody di tornare a Atlantic City, il quale accetta. Tuttavia si rende conto che Nucky lo vuole con lui solo per fini economici, e inizia a crearsi un rapporto conflittuale tra i due.
Insieme al Commodoro, Eli, e i vecchi fondatori della città, Jimmy vuole riprendersi Atlantic City, una volta appartenuta a suo padre. Tenta di far arrestare Nucky, mentre si crea delle nuove alleanze nel New Jersey: inizia a contrabbandare alcol con Manny, un boss di Philadelphia, inoltre ne approfitta per bloccare il porto di Atlantic City, tagliando i rifornimenti di liquori al suo avversario. Tuttavia trova qualche oppositore nel consiglio degli anziani: mette a tacere il sig. Parkhurst, aiutato da Richard diventato il suo "compagno di guerra". Con Nucky fuori dai giochi e con l'appoggio di Lucky Luciano e Meyer Lansky, Jimmy è considerato il nuovo 'Re' di Atlantic City. Tutto ciò durerà poco, poiché il Commodoro entra in coma causando la ritirata del consiglio degli anziani, e Manny, sopravvissuto al tentato assassinio da parte di Darmody, uccide Angela, mandando Jimmy in depressione; stordito dalla droga e infuriato con la madre finisce anche per uccidere suo padre. Disperato e pentito degli errori commessi, offre a Nuck un'alleanza, e affiancato da Richard lo aiuta a vincere il processo, uccidendo il testimone chiave.
Prima di sistemare le ultime questioni, Jimmy trascorre del tempo con suo figlio e con Richard. Viene chiamato da Nucky al Monumento ai Caduti per decidere il destino di Manny, responsabile della morte di Angela, tuttavia il ragazzo è andato lì consapevole di dover morire, affermando anche che egli "è morto in trincea" molti anni prima. Avverte Nuck riguardo al suo futuro dicendogli, che la parte difficile non è uccidere, ma continuare a vivere senza persone care al proprio fianco, prevedendo che questo sarà proprio il fato che lo attende. Nel mezzo di queste parole, Nucky gli spara sotto l'occhio e successivamente in testa, dicendo che non è perdono ciò che sta cercando. Jimmy muore con lo sguardo fisso sul Monumento ai Caduti.